# Mistrovství světa ve volejbale mužů 1990
12. mistrovství světa  ve volejbale mužů proběhlo v dnech 18. – 28. října v Brazílii.
Turnaje se zúčastnilo 16 mužstev, rozdělených do čtyř čtyřčlenných skupin, z nichž první tři týmy postoupily do play off. Týmy, které skončily v základní skupině na čtvrtém místě, hrály o 13. - 16. místo. Mistrem světa se stalo družstvo Itálie.

## Výsledky a tabulky

### Skupina A
|    |          | BRA | SWE | TCH | KOR | V | P | Skóre | B |
| 1. | Brazílie | *** | 3:2 | 3:0 | 3:0 | 3 | 0 | 9:2   | 6 |
| 2. | Švédsko  | 2:3 | *** | 3:2 | 3:1 | 2 | 1 | 8:6   | 5 |
| 3. | ČSFR     | 0:3 | 2:3 | *** | 3:2 | 1 | 2 | 5:8   | 4 |
| 4. | Korea    | 0:3 | 1:3 | 2:3 | *** | 0 | 3 | 3:9   | 3 |

 Brazílie -  Československo 3:0 (15:7, 15:7, 15:9) 
18. října 1990 (16:00) - Rio de Janeiro
 Švédsko -  Korejská republika 3:1 (15:8, 15:11, 16:17, 15:10) 
18. října 1990 (18:30) - Rio de Janeiro
 Brazílie -  Korejská republika 3:0 (15:8, 15:4, 15:7) 
19. října 1990 (16:00) - Rio de Janeiro
 Švédsko -  Československo 3:2 (12:15, 15:9, 11:15, 15:4, 15:13)
19. října 1990 (18:30) - Rio de Janeiro
 Brazílie -  Švédsko 3:2 (15:17, 16:14, 8:15, 16:14, 15:12)
20. října 1990 (16:00) - Rio de Janeiro
 Československo -  Korejská republika 3:2 (15:11, 4:15, 15:11, 14:16, 15:11)
20. října 1990 (18:30) - Rio de Janeiro

### Skupina B
|    |            | ARG | NED | CAN | USA | V | P | Skóre | B |
| 1. | Argentina  | *** | 3:0 | 3:0 | 3:0 | 3 | 0 | 9:0   | 6 |
| 2. | Nizozemsko | 0:3 | *** | 3:0 | 3:0 | 2 | 1 | 6:3   | 5 |
| 3. | Kanada     | 0:3 | 0:3 | *** | 3:1 | 1 | 2 | 3:7   | 4 |
| 4. | USA        | 0:3 | 0:3 | 1:3 | *** | 0 | 3 | 1:9   | 3 |

 Argentina -  Kanada 3:0 (15:9, 15:11, 15:13) 
18. října 1990 (18:30) - Brasilia
 Nizozemsko -  USA 3:0 (15:7, 15:12, 15:6) 
18. října 1990 (21:00) - Brasilia
 Kanada -  USA 3:1 (15:13, 15:11, 15:17, 15:13)
19. října 1990 (18:30) - Brasilia
 Argentina -  Nizozemsko 3:0 (15:7, 15:3, 15:7) 
19. října 1990 (21:00) - Brasilia
 Nizozemsko -  Kanada 3:0 (15:3, 15:9, 15:8)
20. října 1990 (18:30) - Brasilia
 Argentina -  USA 3:0 (15:3, 15:8, 15:7)
18. října 1990 (21:00) - Brasilia

### Skupina C
|    |           | URS | FRA | JPN | VEN | V | P | Skóre | B |
| 1. | SSSR      | *** | 3:0 | 3:0 | 3:0 | 3 | 0 | 9:0   | 6 |
| 2. | Francie   | 0:3 | *** | 3:0 | 3:0 | 2 | 1 | 6:3   | 5 |
| 3. | Japonsko  | 0:3 | 0:3 | *** | 3:0 | 1 | 2 | 3:6   | 4 |
| 4. | Venezuela | 0:3 | 0:3 | 0:3 | *** | 0 | 3 | 0:9   | 3 |

 Japonsko -  Venezuela 3:0 (15:6, 15:4, 15:8)
18. října 1990 (18:30) - Curitiba
 SSSR -  Francie 3:0 (15:6, 15:10, 15:6)
18. října 1990 (21:00) - Curitiba
 SSSR -  Japonsko 3:0 (15:10, 15:7, 15:1)
19. října 1990 (18:30) - Curitiba
 Francie -  Venezuela 3:0 (15:11, 17:15, 15:8)
19. října 1990 (21:00) - Curitiba
 Francie -  Japonsko 3:0 (15:7, 15:11, 15:5)
20. října 1990 (18:30) - Curitiba
 SSSR -  Venezuela 3:0 (15:4, 15:2, 15:7)
20. října 1990 (21:00) - Curitiba

### Skupina D
|    |           | CUB | ITA | BUL | CAM | V | P | Skóre | B |
| 1. | Kuba      | *** | 3:0 | 3:2 | 3:0 | 3 | 0 | 9:2   | 6 |
| 2. | Itálie    | 0:3 | *** | 3:1 | 3:0 | 2 | 1 | 6:4   | 5 |
| 3. | Bulharsko | 2:3 | 1:3 | *** | 3:0 | 1 | 2 | 6:6   | 4 |
| 4. | Kamerun   | 0:3 | 0:3 | 0:3 | *** | 0 | 3 | 0:9   | 3 |

 Itálie -  Kamerun 3:0 (15:4, 15:3, 15:10) 
18. října 1990 (10:00) - Brasilia
 Kuba -  Bulharsko 3:2 (11:15, 8:15, 15:10, 15:11, 15:10)
18. října 1990 (12:30) - Brasilia
 Kuba -  Kamerun 3:0 (15:8, 15:9, 15:11) 
19. října 1990 (10:00) - Brasilia
 Itálie -  Bulharsko 3:1 (15:9, 15:5, 12:15, 15:12) 
19. října 1990 (12:30) - Brasilia
 Bulharsko -  Kamerun 3:0 (15:3, 15:5, 15:8) 
20. října 1990 (10:00) - Brasilia
 Kuba -  Itálie 3:0 (15:13, 15:9, 15:8)
20. října 1990 (18:30) - Brasilia

### Osmifinále
Francie -  Kanada 3:1 (15:3, 12:15, 17:15, 15:9) 
23. října 1990 (10:00) - Brasilia
 Nizozemsko -  Japonsko 3:0 (15:4, 15:12, 15:3) 
23. října 1990 (12:30) - Brasilia
 Bulharsko -  Švédsko 3:0 (15:7, 15:12, 15:10) 
23. října 1990 (18:30) - Brasilia
 Itálie -  Československo 3:0 (15:6, 16:14, 15:5) 
23. října 1990 (21:00) - Brasilia

### O nasazení ve čtvrtfinále
Kuba -  Brazílie 3:2 (13:15, 16:17, 15:8, 15:8, 15:10)
23. října 1990 - Rio de Janeiro
 Argentina -  SSSR 3:2 (15:4, 7:15, 15:11, 13:15, 15:11)
23. října 1990 - Rio de Janeiro

### Čtvrtfinále
Kuba -  Nizozemsko 3:2 (8:15, 15:10, 11:15, 17:15, 15:9)
26. října 1990 - Rio de Janeiro
 SSSR -  Bulharsko 3:0 (15:12, 15:4, 15:11) 
26. října 1990 - Rio de Janeiro
 Brazílie -  Francie 3:0 (15:8, 15:0, 15:9) 
26. října 1990 - Rio de Janeiro
 Itálie -  Argentina 3:0 (17:15, 15:11, 15:13) 
26. října 1990 - Rio de Janeiro

### Semifinále
Itálie -  Brazílie 3:2 (6:15, 15:9, 15:8, 8:15, 15:13)
27. října 1990 (16:00) - Rio de Janeiro
 Kuba -  SSSR 3:1 (7:15, 15:12, 15:9, 15:11)
27. října 1990 (18:30) - Rio de Janeiro

### Finále
Itálie -  Kuba 3:1 (12:15, 15:11, 15:6, 16:14) 
28. října 1990 - Rio de Janeiro

### O 3. místo
SSSR -  Brazílie 3:0 (15:8, 15:8, 15:4) 
28. října 1990 - Rio de Janeiro

### O 5. - 8. místo
Bulharsko -  Nizozemsko 3:2 (10:15, 15:11, 1:15, 15:10, 17:15)
27. října 1990 (10:00) - Rio de Janeiro
 Argentina -  Francie 3:0 (15:13, 16:14, 15:11)
27. října 1990 (12:30) - Rio de Janeiro

### O 5. místo
Bulharsko -  Argentina 3:2 (7:15, 14:16, 15:10, 15:12, 15:10)
28. října 1990 - Rio de Janeiro

### O 7. místo
Nizozemsko -  Francie 3:1 (15:1, 8:15, 15:8, 15:7) 
28. října 1990 - Rio de Janeiro

### O 9. - 12. místo
Československo -  Kanada 3:2 (15:4, 15:11, 5:15, 5:15, 15:10)
24. října 1990 - Brasilia
 Švédsko -  Japonsko 3:0 (15:10, 15:8, 15:11)
24. října 1990 - Brasilia

### O 9. místo
Československo -  Švédsko 3:0 (15:9, 15.4, 15:7) 
26. října 1990 - Brasilia

### O 11. místo
Japonsko -  Kanada 3:2 (15:13, 15:13, 7:15, 10:15, 17:16)
26. října 1990 - Brasilia

### O 13. - 16. místo
|    |           | USA | KOR | CAM | VEN | V | P | Skóre | B |
| 1. | USA       | *** | 3:0 | 3:0 | 3:1 | 3 | 0 | 9:1   | 6 |
| 2. | Korea     | 0:3 | *** | 3:0 | 3:0 | 1 | 2 | 6:3   | 4 |
| 3. | Kamerun   | 0:3 | 0:3 | *** | 3:0 | 1 | 2 | 3:6   | 4 |
| 4. | Venezuela | 1:3 | 0:3 | 0:3 | *** | 1 | 2 | 1:9   | 4 |

 Korejská republika -  Kamerun 3:0 (15:10, 15:2, 15:7) 
23. října 1990 - Curitiba
 USA -  Venezuela 3:1 (15:5, 15:7, 14:16, 15:13)
23. října 1990 - Curitiba
 USA -  Korejská republika 3:0 (15:12, 15:9, 15:13) 
24. října 1990 - Curitiba
 Kamerun -  Venezuela 3:0 (15:4, 15:7, 15:13) 
24. října 1990 - Curitiba
 USA -  Kamerun 3:1 (15:9, 15:10, 10:15, 15:11)
26. října 1990 - Curitiba
 Korejská republika -  Venezuela 3:0 (15:8, 15:7, 15:8)
26. října 1990 - Curitiba

## Soupisky
1.  Itálie
| - Andrea Anastasi - Lorenzo Bernardi - Marco Bracci - Luca Cantagallo | - Ferdinando Di Giorgi - Andrea Gardini - Andrea Giani - Andrea Lucchetta | - Marco Martinelli - Roberto Maskyarelli - Paolo Tofol - Andrea Dzordzi |

- Trenér: Julio Velasco

2.  Kuba
| - Joel Charles Despaigne - Idalberto Valdes - Lazaro Beltran Rizo - Félix Millán Casanova | - Raul Izquierdo Diago - Abel B. Sarmientos - Manuel Torres Torres - Lazaro Marin Ortega | - Rodolfo Sanchez - Freddy Brooks - Ricardo Vantes - Jeoevani Hernandez |

3.  SSSR
| - Jaroslav Antonov - Igor Runov - Andrej Kuzněcov - Jurij Čerednik | - Jevgenij Krasilnikov - Viktor Sidělnikov - Dmitrij Fomin - Oleg Šatunov | - Ruslan Olihver - Alexander Šadchin - Jurij Sapieha - Igor Naumov |

- Trenér: Vjačeslav Platonov

9.  Československo
| - Barborka - M. Galis - Smolka - Macek | - Džavoronok - Kaláb - Mikyska - Chrtianský | - Michal Palinek - Skalnička - Stejskal - Goga |

- Trenéři: Matějka, Z. Pommer

## Konečné pořadí
| 12.              | Mistrovství světa 1990 | Z | V | P | Skóre | B  |
| ---------------- | ---------------------- | - | - | - | ----- | -- |
| Zlatá medaile    | Itálie                 | 7 | 6 | 1 | 18:7  | 13 |
| Stříbrná medaile | Kuba                   | 7 | 6 | 1 | 19:10 | 13 |
| Bronzová medaile | Sovětský svaz          | 7 | 5 | 2 | 18:6  | 12 |
| 4.               | Brazílie               | 7 | 4 | 3 | 16:11 | 11 |
| 5.               | Bulharsko              | 7 | 4 | 3 | 15:13 | 11 |
| 6.               | Argentina              | 7 | 5 | 2 | 17:8  | 12 |
| 7.               | Nizozemsko             | 7 | 4 | 3 | 16:10 | 11 |
| 8.               | Francie                | 7 | 3 | 4 | 10:13 | 10 |
| 9.               | ČSFR                   | 6 | 3 | 3 | 11:13 | 9  |
| 10.              | Švédsko                | 6 | 3 | 3 | 11:12 | 9  |
| 11.              | Japonsko               | 6 | 2 | 4 | 6:14  | 8  |
| 12.              | Kanada                 | 6 | 1 | 5 | 8:16  | 7  |
| 13.              | USA                    | 6 | 3 | 3 | 10:11 | 9  |
| 14.              | Jižní Korea            | 6 | 2 | 4 | 9:12  | 8  |
| 15.              | Kamerun                | 6 | 1 | 5 | 4:15  | 7  |
| 16.              | Venezuela              | 6 | 0 | 6 | 1:18  | 6  |